# Théodore Turrettini
Pour les articles homonymes, voir Turrettini.
Théodore Turrettini, né le 27 avril 1845 à Genève et mort le 7 octobre 1916 à Genève, est un ingénieur et homme politique suisse.

## Biographie
Fils de Alphonse Théodore Albert Turrettini (1812-1891), banquier, et de Marie-Anne Charlotte Rigaud (1821-1876). Il a épousé Catherine-Marguerite Favre, fille du géologue Alphonse Favre. 
Après avoir obtenu un diplôme d'ingénieur de l'École spéciale (future École Polytechnique EPUL) de Lausanne en 1867, il part travailler dans un atelier de Francfort puis à Berlin, chez Siemens & Halske, dont il trouve l'ambiance trop militaire et prussienne. Il travaille ensuite peu de temps à Paris chez Hippolyte Fontaine, avant de devenir directeur de la Société genevoise d'instruments de physique en 1870, charge qu'il occupe jusqu'à sa mort. Il a pour mission d'orienter l'entreprise vers la fabrication de machines industrielles, y compris des foreuses pour le tunnel du St-Gothard. Il développe aussi des machines à froid et prospecte avec succès le secteur de la distribution d'énergie alors en pleine expansion. Après un stage de deux mois chez Thomas Edison à New York, il se lance également dans l'éclairage électrique.
Les Forces motrices du Rhône seront sa grande œuvre. Élu au Conseil municipal et au Conseil administratif de Genève en 1882, il devient le maître d'œuvre de la centrale hydraulique de la Coulouvrenière construite entre 1883 et 1886. Il acquiert alors une réputation internationale dans le domaine de la distribution d'énergie depuis des stations centrales, ce qui lui vaut d'occuper en 1891 une place à l'International Niagara Commission qui réunit les meilleurs spécialistes en vue d'installer une centrale de plusieurs milliers de CV en amont des chutes du Niagara. Cette expérience lui permet de construire entre 1893 et 1896 la centrale hydroélectrique de Chèvres (18 000 CV).
Avec son frère Auguste, il achète les différentes parcelles composant le Bois de la Bâtie pour les offrir à la ville, à la condition que le lieu soit aménagé et reste une promenade publique.[réf. souhaitée]
Après avoir quitté le Conseil administratif en 1902 puis le Conseil municipal en 1910, il est élu député au Grand Conseil genevois en 1901 — où il siège avec les démocrates — puis au Conseil national en 1906. Ses deux mandats s'achèvent respectivement en 1906 et 1911.
Il est par ailleurs président de l'Exposition nationale tenue à Genève en 1896.

## Sources
- « Théodore Turrettini » dans le Dictionnaire historique de la Suisse en ligne.